# Marek Czakon
Marek Krzysztof Czakon (ur. 1 grudnia 1963 w Opolu, zm. 25 kwietnia 2024) – polski piłkarz, który grał na pozycji napastnika.

## Biografia
Syn łyżwiarzy figurowych; Barbary i Mariana Czakonów. Do siedemnastego roku życia sam uprawiał ten sport, zdobywając kilka medali. Piłką nożną zajął się dopiero w wieku dwudziestu lat. 
W 1984 został przez Wojewódzki Urząd Spraw Wewnętrznych w Opolu zarejestrowany jako tajny współpracownik SB o pseudonimie „Długi".

## Osiągnięcia
W sezonie 1990 z drużyną Tampereen Ilves zdobył Puchar Finlandii oraz został królem strzelców Veikkausliigi. Stał się drugim polskim piłkarzem, który zdobył tytuł króla strzelców w zagranicznej najwyższej klasie rozgrywkowej (pierwszym był Janusz Kowalik w 1968 w USA).